# Kutluca
Kutluca (kurdisch Haçatur) ist ein Dorf im Landkreis Kiğı der türkischen Provinz Bingöl. Kutluca liegt am nördlichen Ende des Stausees der Özlüce-Talsperre, 14 km südlich der Kreisstadt. Der ursprüngliche Name Haçatur ist armenischen Ursprungs. Vor dem Völkermord an den Armeniern wohnten im Dorf mehrere armenische Familien.
Von 1985 bis 1990 sank die Einwohnerzahl von 191 auf 157. Eine Grundschule gibt es in Kutluca nicht.
Im Jahre 2010 wurde der Name Haçatur vom Katasteramt wieder in das Grundbuch aufgenommen.